# Liste des comtes de Meaux
 (février 2022).
Si vous disposez d'ouvrages ou d'articles de référence ou si vous connaissez des sites web de qualité traitant du thème abordé ici, merci de compléter l'article en donnant les références utiles à sa vérifiabilité et en les liant à la section « Notes et références ».
Les comtes de Meaux régnaient sur le comté de Meaux.
Ce titre de noblesse a été définitivement supprimé en 1125 après l'union des comtés de Meaux et de Troyes, au profit de la Champagne, sous le comte Thibaud II[réf. souhaitée].
Deux familles actuelles de Meaux existent de nos jours mais aucune ne prouve un rattachement avec la famille féodale de Meaux qui est éteinte.

## Premier comté de Meaux
vers 750 : Helmgaud
787 : Richard, présent lors de l'inventaire en l'abbaye Saint-Wandrille de Fontenelle après le mort de l'abbé Witlaic
799-813 : Helmgaud II fils de Gauzhelm, lui-même fils d'Helmgaud Ier ; Il fut missi dominici de Charlemagne aux côtés de l'évêque Jessé d'Amiens ; il assista notamment au sacre de Charlemagne (d'après Les Annales regni Francorum de 799) et fut envoyé en 802 en ambassade auprès d'Irène, impératrice d'Orient, et auprès de Michel Ier Rhangabé vers 812-813
862-877 : Louis II le Bègue († 879) roi de France (877-879)
?-886 : Thibert (ou Teutbert), comte de Madrie, fils ou petit-fils de Nivelon, sa fille épouse Pépin Ier d'Aquitaine
886-888 : Thibert (Teutbert ou Tetbert) († 888), tué à Rouen, frère d'Anscharic évêque de Paris

## Premier comté de Champagne (888-1125)

### Comtes herbertiens
| Portrait | Nom | Règne      | Autres titres                                                                                               | Notes |
| -------- | --- | ---------- | --- | --- |
|          | Herbert Ier de Vermandois (vers 850 – vers 902)                                                                       | 888 – 902  | Comte de Provins Comte de Troyes Comte de Vermandois (en 896) Seigneur de Péronne Seigneur de Saint-Quentin | Fils de Pépin, petit-fils de Bernard, roi d'Italie. |
|          | Herbert II de Vermandois (vers 880 – 23 février 943)                                                                  | 902 – 943  | Comte de Provins Comte de Vermandois Comte de Soissons                                                      | Fils du précédent. Marié à Adèle, fille de Robert Ier, roi de France |
|          | Robert Ier de Vermandois, ou Robert Ier de Meaux (av. 920 – 29 août 966)                                              | 943 – 966  | Comte de Troyes (en 956)                                                                                    | Fils d'Herbert II de Vermandois, il fut d'abord comte de Meaux à la mort de son père en 946 puis comte de Troyes après son mariage en 956 avec Adelaïde de Chalon, fille du comte Gilbert. |
|          | Herbert IV de Vermandois, Herbert III de Meaux, ou Herbert II de Troyes, dit Herbert le Jeune (vers 950 – † vers 995) | 966 – 995  | Comte de Troyes Comte d'Omois                                                                               | Fils du précédent, il hérite du comté de l'Omois après la mort de son oncle Herbert III vers 980.                                                                                          |
|          | Étienne Ier de Vermandois, ou Étienne Ier de Troyes († vers 1022)                                                     | 995 – 1022 | Comte de Troyes Comte d'Omois                                                                               | Fils du précédent, il meurt sans descendance entre 1021 et 1023 et aurait désigné son cousin germain Eudes II, à la tête du puissant comté de Blois, à sa succession.                      |

### Comtes thibaldiens
| Portrait | Nom                                                                              | Règne            | Autre titres | Notes |
| -------- | -------------------------------------------------------------------------------- | ---------------- | --- | --- |
|          | Eudes II de Blois, dit Eudes le Champenois (vers 985 – 15 novembre 1037)         | 1022 – 1037      | Comte de Blois Comte de Tours Comte de Chartres Comte de Châteaudun Comte de Provins Comte de Reims Comte de Beauvais Comte de Sancerre Comte de Troyes | Petit-fils de premier comte de Blois, Thibaud le Tricheur et de Liutgarde de Vermandois, il hérita des comtés de Troyes et de Meaux de son cousin et forme l’ensemble bléso-champenois pour la première fois. Également fils de Berthe de Bourgogne, il revendiqua le royaume des Deux-Bourgognes à partir de 1032, mais fut défait près de Bar-le-Duc 5 ans plus tard. |
|          | Étienne II de Troyes († 1047)                                                    | 1037 – 1047      | Comte de Troyes | Fils d'Eudes II et d'Ermengarde d'Auvergne. |
|          | Eudes III de Champagne († vers 1115/1118)                                        | 1047 – vers 1066 | Comte de Troyes | Fils d'Étienne II, la régence est d'abord assurée par son oncle Thibaud III, qui le fait vassal du comté de Blois. Eudes se révolte mais fut vaincu en en 1066. |
|          | Thibaut III de Blois, ou Thibaut Ier de Champagne (vers 1019 – † septembre 1089) | vers 1066 – 1089 | Comte de Blois Comte de Tours Comte de Chartres Comte de Châteaudun Comte de Provins Comte de Sancerre Comte de Troyes Seigneur de Château-Thierry      | Fils ainé du comte Eudes II de Blois, il hérita du domaine ligérien, mais refusa de reconnaître et de faire hommage au roi capétien Henri Ier. Ce-dernier lui « retira » définitivement le comté de Tours qu'il donne à son allié Geoffroy Martel, après la bataille de Nouy. Il reconstitua le domaine bléso-champenois de son père en se débarrassant de son neveu Eudes III de Champagne, et élève définitivement la Champagne en tant que comté. Il se maria avec une fille de l'ennemi de son père : Gersende du Maine. |

À la mort de Thibaut III de Blois et Ier de Champagne, les deux comtés constituant la Champagne furent séparés entre ses fils.

## Second comté de Meaux (1089-1125)
| Portrait | Nom | Période     | Titres                                                                                                 | Notes |
| -------- | --- | ----------- | --- | --- |
|          | Étienne-Henri ou Étienne II de Blois (vers 1045 – † 1102)                                                | 1089 – 1102 | Comte de Blois Comte de Chartres Comte de Châteaudun Comte de Provins Comte de Sancerre Comte de Reims | Fils ainé de Thibaud III et de Gersende, il épouse Adèle de Normandie, fille de Guillaume le Conquérant. Sous l'influence de sa femme, il fut l'un des premiers seigneurs à répondre à l'appel du pape Urbain II pour la Première Croisade. Avec d'autres barons, il se disgracie en quittant le siège d'Antioche, mais trouva une mort plus honorable à la bataille de Ramla. |
|          | Thibaud IV de Blois, ou Thibaud II de Champagne, dit Thibaud le Grand (vers 1090/1095 – 10 janvier 1152) | 1102 – 1125 | Comte de Blois Comte de Chartres Comte de Châteaudun Seigneur de Sancerre                              | Fils puiné d'Étienne II et d'Adèle, il gouverna sous la régence de sa mère puis seul. Il dut faire face à des attaques de son vassal Hugues III du Puiset. Il hérita du comté de Troyes de son oncle Hugues Ier parti en Terre sainte, et unifie le comté de Champagne définitivement à partir de 1125.                                                                        |

En héritant du comté de Troyes de son oncle en 1125, Thibaud IV de Blois unifie la Champagne de manière définitive et en devient le véritable premier comte.
Voir ensuite la liste des comtes de Champagne.

## Vicomté de Meaux
Les comtes de Meaux étaient assistés par des vicomtes de Meaux, au moins depuis 1081/1098  Ils étaient aussi seigneurs de La Ferté-Ancoul/-sous-Jouarre (voir des précisions à cet article), et de la fin du XIe siècle jusqu'à la Révolution les vicomtes sont dans la descendance des anciens maîtres de La Ferté-sous-Jouarre : familles de La Ferté-Ancoul, puis d'Oisy (Simon), de Montmirail (Jean de Montmirel et sa fille Marie ; ils avaient aussi Condé, longtemps associé désormais à La Ferté-Ancoul et Meaux), de Coucy (Enguerrand III ; Enguerrand V), de Béthune-Locres, de Bar (Robert de Marle et sa fille Jeanne), de Luxembourg-Saint-Pol (Louis et sa petite-fille Marie), de Bourbon-Vendôme (Charles, duc de Vendôme et grand-père du roi Henri IV) puis de Bourbon-Condé (Louis).
Puis le 13 août 1627 Henri II de Condé (1588-1646 ; 26e vicomte de Meaux) cède la/le vicomté (mot épicène à l'époque) au duc de Sully, Maximilien de Béthune, issu des Béthune-Locres qu'on vient de rencontrer (l'évaluation était très faible  15 000 livres seulement, sauf bien sûr s'il s'agit du revenu et non du capital de la vicomté : cf. les pages Google et La fortune de Sully, p. 112, par Isabelle Aristide). Ce dernier la laisse à son fils cadet François duc d'Orval (1602-1678 ; frère de Maximilien II) et à son petit-fils Philippe († août 1682 ; fils de François ; il est dit avoir cédé de son vivant la vicomté à son cousin germain Maximilien III), puis à la postérité de Maximilien II, les ducs de Sully Maximilien III François (1615-1662), Maximilien IV Pierre (1640-1694), Maximilien V Pierre-François-Nicolas (1664-1712), Maximilien VI Henri (1669-1729 ; sans postérité : il y a une vacance à sa mort), Maximilien VIII Antoine-Armand d'Orval (1730-1786 ; dit le vicomte de Meaux dès sa naissance ; père de Maximilien IX Alexis (1750-1776) et Maximilien X Gabriel-Louis (1756-1800)).

## référence
1. ↑  Régine Le Jan, Famille et pouvoir dans le monde franc (VIIe – Xe siècle), Essai d'anthropologie sociale, Publications de la Sorbonne, 2003, p. 206
2. 1 2 3  Régine Le Jan, Famille et pouvoir dans le monde franc (VIIe – Xe siècle), Publications de la Sorbonne, 1995 - Herbert Ier de Vermandois p. 258 ; Teutbert, comte de Madrie, note 33 p. 411 ; Teutbert, frère d'Anschéric p. 412
3. ↑  « Vicomtes de Meaux, p. 724-727 (il vaut mieux ne pas contenir compte d'Hugues Ier et II d'Oisy) », sur Histoire de l'Eglise de Meaux, t. Ier, par Dom Toussaints du Plessis, à Paris, 1731
4. ↑  « Seigneurs (ducs) de Sully du nom de Béthune, p. 183 », sur Mémoires de la Société d'Agriculture, Sciences, Belles-Lettres et Arts d'Orléans, t. XI, 1868